# Jessica Mitford

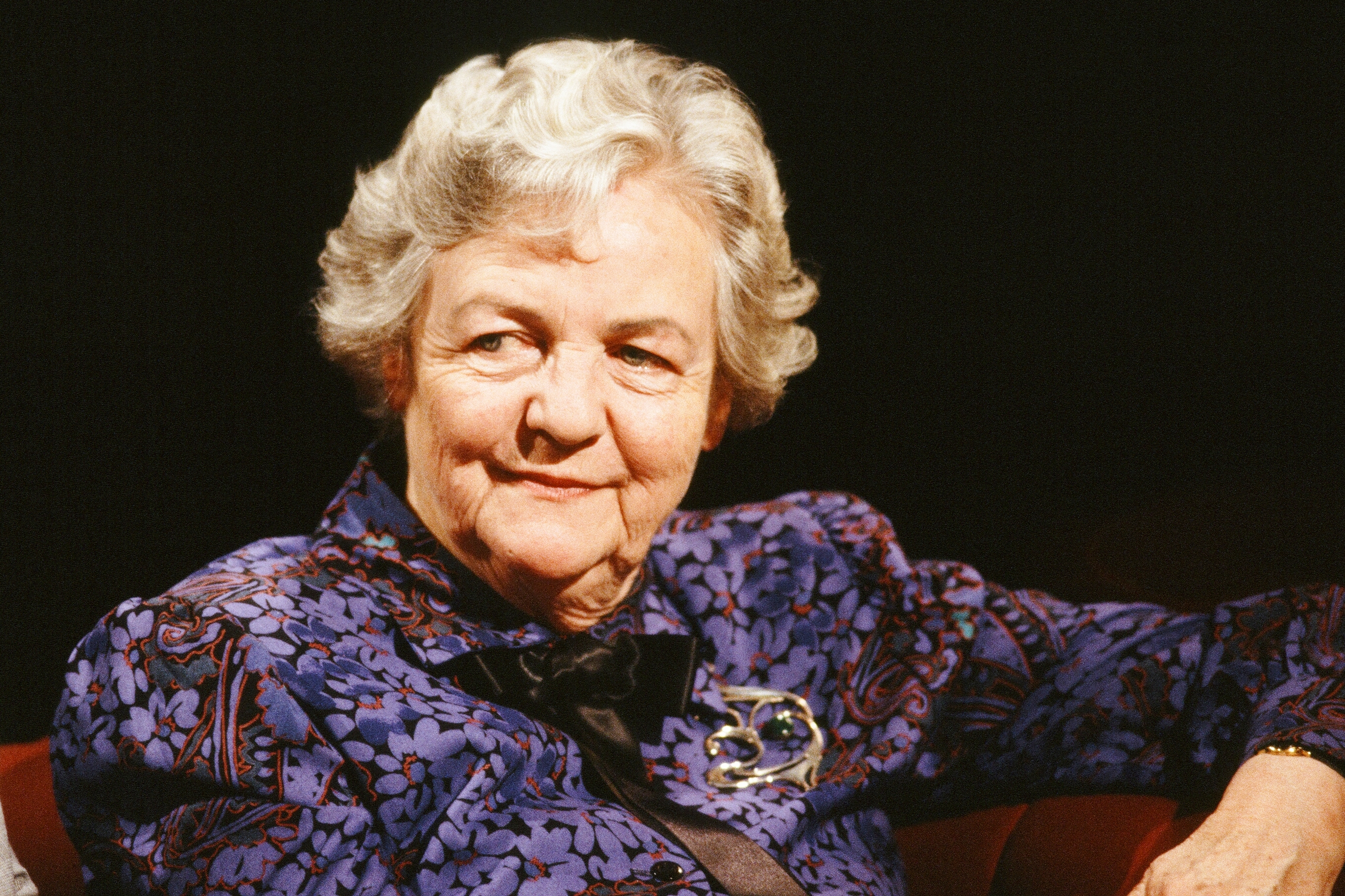
Jessica Mitford, 1988

Hon. Jessica Lucy Freeman-Mitford (* 11. September 1917 in Burford, Oxfordshire; † 23. Juli 1996 in Oakland, Kalifornien) war eine britisch-amerikanische Schriftstellerin.

## Leben
Jessica Mitford war die fünfte von sechs Töchtern von David Bertram Ogilvy Freeman-Mitford, 2. Baron Redesdale und seiner Ehefrau Sydney Bowles. Sie war die Schwester von Nancy, Diana, Unity und Deborah. Sie war darüber hinaus eine Cousine von Clementine Churchill, der Ehefrau von Winston Churchill. Da Lord Redesdale eine Abneigung gegen die konventionellen britischen Erziehungsmethoden hatte, besuchten seine Kinder keine Schule, sondern wurden zu Hause in Asthall Manor in Oxfordshire unterrichtet. Die Mitford-Kinder entwickelten sich sehr unterschiedlich. Jessica wandte sich dem Kommunismus zu; Unity und ihre vier Jahre ältere Schwester Diana dagegen wurden Anhängerinnen nationalsozialistischer bzw. faschistischer Ideen. Diana heiratete später den britischen Faschistenführer Oswald Mosley.
Mit ihrer großen Liebe, ihrem Cousin Esmond Romilly (1918–1941), riss Jessica von zu Hause aus, heiratete diesen 1937 und nahm auf republikanischer Seite am spanischen Bürgerkrieg teil. Während einer Auslandsreise in den USA trat sie 1939 der Kommunistischen Partei der USA (CPUSA) bei. Ihr Gatte fiel als Pilot der kanadischen Luftwaffe 1941 im Zweiten Weltkrieg. Mit ihm hatte sie zwei Töchter:
- Julia Della Romilly (1937–1938);
- Anne Constancia Romilly (* 1941), ⚭ (1) 1964–1975 James Rufus Firman, ⚭ (2) 1980 Edwin Terence Weber.

In zweiter Ehe heiratete sie 1943 Robert Edward Treuhaft, mit dem sie zwei Söhne hatte:
- Nicholas Treuhaft (1944–1955);
- Benjamin Treuhaft (* 1947).

1960 erschien unter dem Titel Hons and Rebels ihre Autobiografie, die zugleich eine Darstellung der unkonventionellen Kindheit der Mitford-Schwestern war. Die deutsche Ausgabe Hunnen und Rebellen erschien 2013. Ihre Beobachtungen von unterschiedlichen Aspekten der US-amerikanischen Gesellschaft versorgten sie mit Material für ihre Bücher wie ihren Bestseller The American Way of Death 1963, in dem sie über unethische Praktiken im Beerdigungsgewerbe schrieb.
Inspiriert durch Gerichtsprozesse gegen Aktivisten der Anti-Vietnamkriegs-Bewegung und ihr Interesse für die Bürgerrechtsbewegung verfasste sie ihr 1969 erschienenes Buch The Trial of Dr Spock, William Sloane Coffin, Michael Ferber, Mitchell Goodman, and Marcus Raskin.
Zuletzt erschienen 1977 eine Darstellung über ihre Erfahrungen in der Kommunistischen Partei unter dem Titel A Fine Old Conflict sowie Poison Penmanship - The Making of a Muckraker (1979). Zum Zeitpunkt ihres Todes bearbeitete sie eine Neuauflage ihres Bestsellers The American Way of Death.

## Schriften (Auswahl)
- Hons and rebels. 1960.
  - Hunnen und Rebellen. Meine Familie und das 20. Jahrhundert Aus dem Englischen und mit einem Nachwort und Anmerkungen von Joachim Kalka. Berenberg, Berlin 2013, ISBN 978-3-937834-60-3.